# Francis Dominic Murnaghan
Francis Dominic Murnaghan (Omagh, 4 de agosto de 1893 — 24 de março de 1976) foi um matemático irlandês.
Foi chefe do Departamento de Matemática da Universidade Johns Hopkins. Seu trabalho contribuiu para o desenvolvimento da  teoria dos grupos e a matemática aplicada à mecânica dos meios contínuos (equação de estado de Murnaghan e equação de estado de Birch–Murnaghan).
Pai de Francis Dominic Murnaghan, Jr., juiz federal dos Estados Unidos.